# Diritto scandinavo medievale
Il diritto scandinavo medievale era una branca del diritto germanico antico in uso in Norvegia, Svezia, Danimarca, Islanda, ma anche nelle piccole comunità delle Fær Øer e per un breve periodo nell'Isola di Man e nelle Isole Orcadi. La caratteristica originaria del diritto scandinavo era la trasmissione orale. Prima dell'avvento dei regni nazionali e del conseguente controllo del sovrano attraverso suoi agenti, le leggi erano memorizzate e declamate dal lögsögumaðr, un uomo esperto nelle leggi, nelle tradizioni e negli usi. Il diritto veniva esercitato principalmente nel thing (norreno e islandese þing, svedese, norvegese, danese e faroese ting), a cui potevano partecipare solo gli uomini liberi. Successivamente all'epoca vichinga l'usanza di declamare le leggi in modo mnemonico venne abbandonata e si iniziò a trascriverle in codici. In Svezia l'insieme delle leggi era noto come Landskapslag e come Landskapslov in Norvegia.

## Fonti
Contrariamente a quanto si pensi, esiste un largo ventaglio di fonti da cui attingere per studiare il diritto scandinavo nel medioevo. Le saghe sono certamente un buon riferimento, poiché descrivono usi e pratiche dell'epoca. Tuttavia le saghe sono state scritte a partire dal tardo XI secolo fino al Medioevo inoltrato, dunque bisogna prendere con una certa cautela tutte le pratiche descritte.
Le iscrizioni runiche sono un'altra fonte, poco utilizzata finora per questo tipo di studi. Molte pietre runiche venivano innalzate per commemorare i defunti, ma si trovano moltissimi riferimenti a passaggi di proprietà e alle leggi.

## Caratteristiche generali
I thing erano composti da una corte che giudicava attraverso le leggi e l'ascolto di testimoni. Le pene comminate erano essenzialmente di due tipi: pene pecuniarie (multe e guidrigildo) ed esilio. Quest'ultima pena veniva inflitta solo in casi particolarmente gravi, sostituendo l'esecuzione, e a seconda della gravità poteva essere triennale, decennale o a vita. Durante l'esilio, il condannato era totalmente fuori della legge e della società: la condizione meno preferibile di tutte, assimilabile alla schiavitù. Un uomo che veniva escluso dalla propria famiglia e che non poteva appellarsi alle regole comuni perdeva la propria identità e diventava un pericolo per il resto della società. Chi uccideva un fuorilegge non era punibile, mentre il bandito perdeva tutti i propri beni.
Le pene pecuniarie sono riscontrabili in tutte le società germaniche e sono note come guidrigildo. Questo particolare istituto conferiva ad ogni uomo un "valore". Qualora egli ricevesse un'offesa, una ferita, o i suoi beni venissero toccati, il colpevole di tale reato doveva pagare alla vittima il valore corrispettivo. Alla base stava il concetto che il denaro (o il bestiame) potesse risarcire praticamente ogni cosa, ma vi era anche una necessità più pratica. Nel caso in cui l'imputato risarciva la sua vittima, le due parti si ricomponevano e l'instabile pace comune non veniva sconvolta da alcuna faida.
La faida avveniva quando le parti non si riconciliavano e solo dopo che la comunità ne aveva preso atto in assemblea.
Le pene pecuniarie riguardavano qualunque parte del corpo, che godevano di una vera e propria protezione giuridica. Dipendeva dal rango di ciascuno, quindi anche uno schiavo possedeva un proprio valore, stabilito dal prezzo con cui il padrone lo aveva acquistato. Se uno schiavo veniva ucciso, l'omicida doveva ripagare al padrone lo stesso prezzo. Dalla mitologia si scopre che anche gli dèi erano tenuti a pagare un guidrigildo.
Un altro istituto per regolare le controversie era il duello, chiamato holmgang. L'holmgang è ampiamente descritto nelle saghe (per esempio la Kórmaks saga o la Egils saga) e molte leggi cercavano di regolarlo, soprattutto quando iniziò a diventare uno strumento con cui duellanti professionisti ne abusavano per arricchirsi e pretendere le terre o perfino le donne degli sfidanti. Gli Heþnalagh, leggi svedesi di cui rimangono solo pochi frammenti, stabilivano le condizioni per cui il duello doveva svolgersi:
1. Se qualcuno insulta un altro uomo, si dovranno incontrare dove tre strade si uniscono. Se quello che ha parlato viene e non viene l'insultato, allora questo sarà come è stato chiamato: non avrà diritto di giurare né di testimoniare, possa riguardare l'uomo o la donna
2. Se viene l'insultato e non chi ha parlato, questo dovrà gridare niðingr!” ("disonore") tre volte e fare un marchio sulla terra, e sarà peggio di quello che ha detto poiché ha osato non mantenere
3. Ora, se entrambi si incontrano completamente armati: se l'offeso cade, che il risarcimento sia mezza guidrigildo; se cade chi ha parlato, gli insulti sono peggiori, la sua lingua sia la rovina della sua testa, e che giaccia su un campo senza un risarcimento

## Società
Prima che i regni si unificassero, attorno al X secolo (più tardi in Svezia), il fulcro della società era la famiglia. Il nome più comune per indicare la famiglia era ætt (lett. discendente), un gruppo sociale con un antenato comune che si allargava ai parenti acquisiti. Sebbene la società risultasse per certi versi abbastanza fluida, esisteva comunque una gerarchia definita.
I tre strati sociali erano gli uomini liberi (leysingjar, singolare leysingi) i semiliberi (dalla condizione giuridica non ancora chiara) e gli schiavi (þræll). Gli uomini liberi ovviamente non erano tutti uguali. I più ricchi e i più potenti influenzavano tutti gli altri. Jarl, hersir e bóndi erano i termini comuni per identificare questi uomini potenti. Vi erano poi i re.

### Liberi
Nella prima parte del Medioevo, gli jarlar (singolare: jarl) erano tanto potenti da poter essere assimilati ai re, governavano dei distretti e appartenevano all'aristocrazia. Quando in Norvegia e Svezia si completò l'unificazione del regno il ruolo di jarl si cristallizzò e divenne un titolo onorifico. In Norvegia non poteva esserci più di uno jarl per volta, ed era il più potente dopo il re stesso. Si utilizzava il titolo nel caso di una reggenza (per esempio Håkon Galen che governò durante la minore età di Guttorm I, durante le Guerre Civili Norvegesi) oppure per indicare un pretendente al trono senza attribuirgli il titolo regale. Un'eccezione erano le isole Orcadi, dove i governanti assoggettati alla Norvegia continuavano a chiamarsi jarlar, e l'Islanda. Qui, dopo il riconoscimento del potere norvegese nel 1262-1264 (Gamli sáttmáli), veniva mandato uno jarl in rappresentanza del re (konungr).
Un uso analogo esisteva in Svezia, dove gli jarlar potevano essere sia governatori di singole province come Svitjod o Västergötland (ancora nel X secolo esisteva la distinzione tra Götar e Sviar), sia, a partire dal XIII secolo, uomini potentissimi che in certi casi govervavano di fatto il regno al posto dei sovrani. Jarlar svedesi famosi sono Birger jarl o Birger Brosa.
Gli hersar (singolare: hersir) sono figure legate essenzialmente all'epoca vichinga (793-1066 circa). Erano di qualche gradino al di sotto degli jarlar e appartenevano alla classe media dei proprietari terrieri. Potevano mettersi al servizio di uno jarl o un re indistintamente, ma in realtà era più comune che fossero alleati dei re. Supportavano infatti l'accentramento del potere regale e per loro conto amministravano pezzi di territorio noti come centene (härad in svedese moderno o hundare; herred in Norvegia e Danimarca). Da questi territori proveniva la leva militare chiamata leidung (norreno: leiðangr). La figura dell'hersir fu sostituita attorno al 1000 o poco prima (non c'è una data precisa) da quello del lendr maðr (plurale: lendir menn; norvegese moderno lendmann, plurale lendmenn).
I bændr (singolare: bóndi) o karlar (karl) erano il grosso della società scandinava . Erano gli uomini liberi, proprietari di una fattoria, che avevano il diritto di partecipare alle assemblee e portare le armi. Solitamente si crede che tutti gli uomini liberi avessero il potere e che fossero totalmente indipendenti, ma in realtà anche i bændr, a seconda della loro ricchezza e della loro posizione, erano soggetti alle classi più alte. Esemplare è l'Islanda, dove gli uomini liberi con un minimo di proprietà erano soggetti all'autorità del goði e al suo potentato, chiamato goðorð; essi erano tenuti a supportare il proprio signore (che una volta l'anno potevano cambiare liberamente) nelle votazioni del þing e dell'Alþingi. Queste regole sono state trascritte nel codice Grágás.

### Semiliberi e servi
I semiliberi erano schiavi liberati che solitamente restavano al servizio del vecchio padrone o della sua famiglia, in maniera simile ai liberti romani. Una pietra runica proveniente da Hørning (Danimarca) venne innalzata da un certo Toke come ringraziamento per il suo vecchio padrone che gli aveva donato libertà e oro. In Scania l'affrancamento diventava effettivo per legge solo dopo una generazione, cioè il figlio di un semilibero diventava automaticamente libero. In Islanda, invece, la legge permetteva di rendere nuovamente schiavo un semilibero che si dimostrasse indegno della proprietà libertà.
Gli schiavi erano l'ultimo gradino della società. Esistevano vari modi di diventare schiavi: innanzitutto come preda di guerra e di scorrerie e come merce, ma anche per insolvenza dei debiti. Svolgevano tutti i lavori pesanti e ritenuti più umili e degradanti.

## Norvegia
Si sa poco sull'organizzazione della Norvegia prima dell'avvento dei re. Come gli altri paesi scandinavi, era governata da un sistema di þing dove gli uomini più influenti e re locali esercitavano il proprio potere, risolvevano dispute, disponevano nuove leggi. Solitamente la giuria giudicante del tribunale era composta da dodici, ventiquattro o trentasei uomini a seconda dell'importanza della materia in questione.

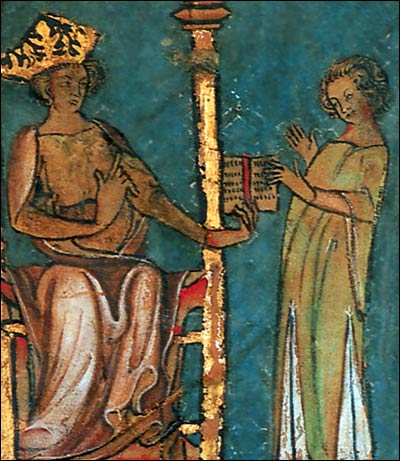
Magnus VI dona la Landslov al regno nel 1275

Le assemblee principali norvegesi erano Frostating, Gulating, Borgarting, Eidsivating.

### Frostating
Aveva luogo a Frosta, un comune nel Nor-Trøndelag. Comprendeva otto distretti. Risale al 1260 il Frostatingsloven, una raccolta che metteva per iscritto le leggi approvate e in uso nel distretto amministrato dal Frostating (più o meno tutta la regione attuale del Trøndelag più Hålogaland). Questa legge faceva parte del ben più grande Landslov, una riforma di tutto il regno approvata e "donata" alla Norvegia da re Magnus VI (1238-1280) detto Lagabøtes, "Riparatore di leggi".
Il Frostating era importante proprio per la sua posizione. Il Trøndelag (Þrándheimr) allora era considerato come "il principale distretto della Norvegia". Fu qui che Håkon I di Norvegia, di ritorno dall'Inghilterra nel 933, incontrò lo jarl Sigurð Haakornarson e gli uomini che lo avevano chiamato per cacciare il fratello Erik I e stipulò con loro un patto con il quale regnare sulla Norvegia. Il Frostating fu verosimilmente la prima assemblea a proclamare Håkon re.
Fonte principale per il Frostatingsloven è il Codex Resenianus. L'originale andò perduto nel 1728 in un incendio a Copenaghen.

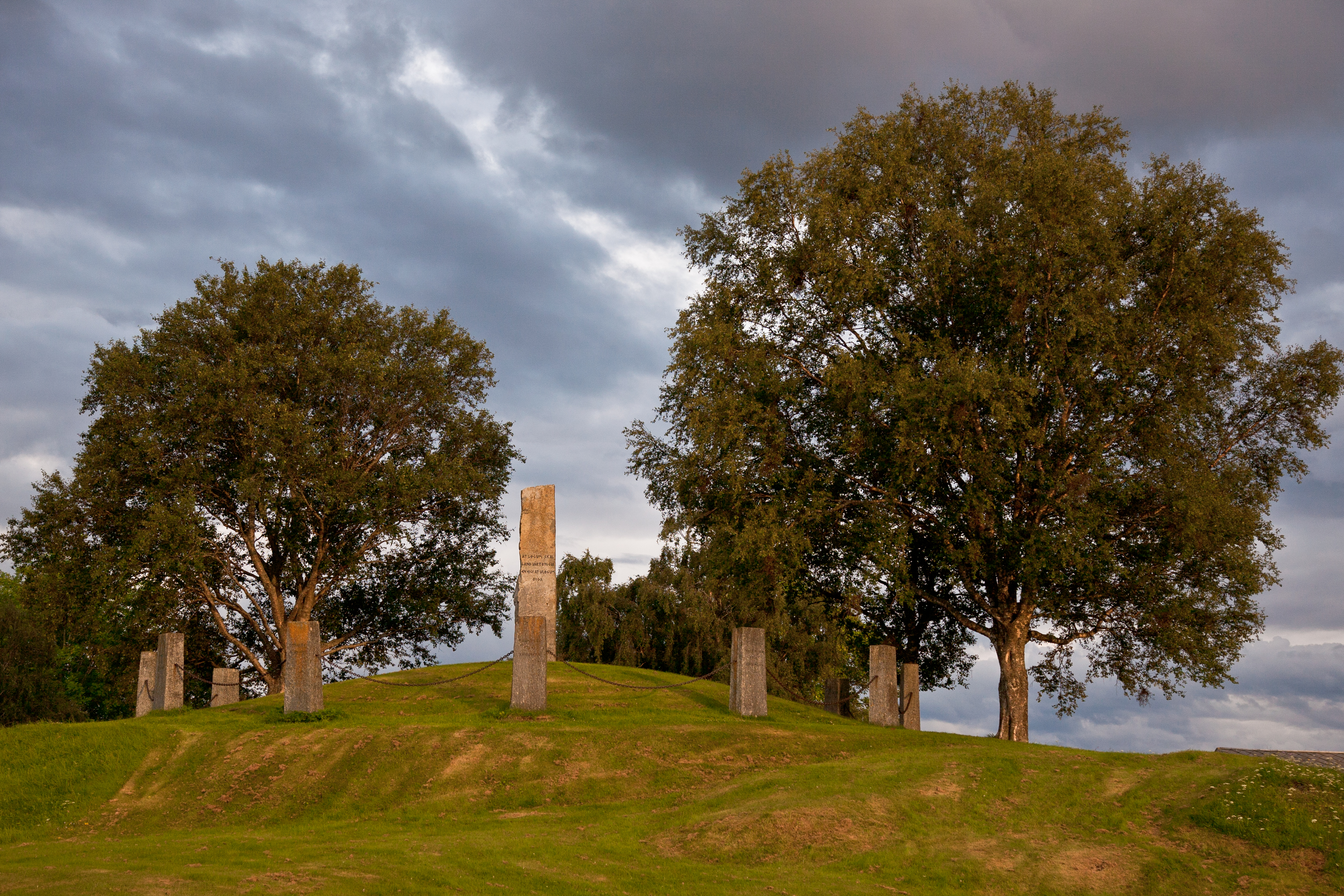
La collinetta di Frostating

### Gulating

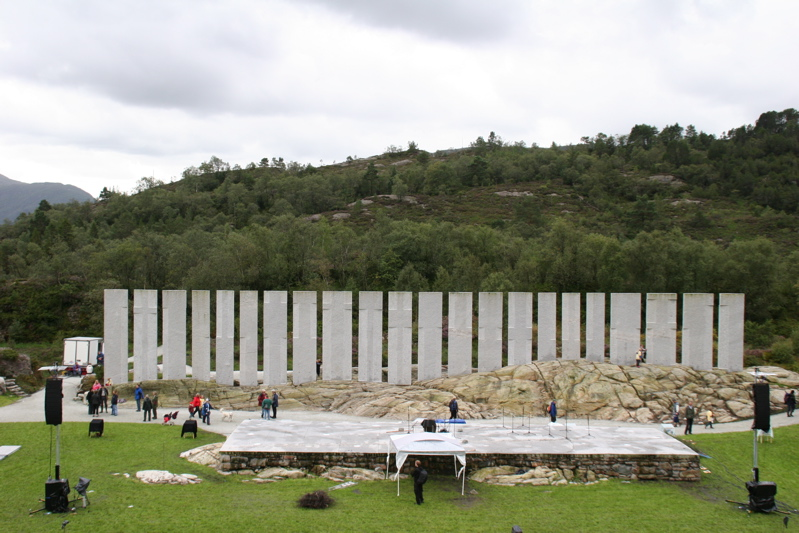
Gulating con il monumento eretto da Bård Breivik nel 2005 per commemorare i 1000 anni dell'assemblea

Si teneva a Gulen, vicino a Bergen. Sotto la sua giurisdizione rientrava l'odierna Norvegia occidentale e dal 900 fino al 1300 fu una delle più importanti assemblee del regno. Snorri Sturluson ricorda che Håkon il Buono (933-961) presenziò anche il Gulating. Anche le leggi del Gulating vennero messe per iscritto, nel Gulatingsloven. Poiché sia il Frostatingsloven sia il Gulatingsloven vennero redatti in un'epoca molto tarda (non prima della metà del XIII secolo) si suppone che non tutte le norme trascritte corrispondano a quelle originarie e che nel tempo abbiano subito modifiche.
Nel Gulatingsloven compare una delle prime tracce di leva militare, il leiðangr, che tuttavia risale almeno al XII secolo, quindi a un'età successiva a Håkon I. Questo sistema di difesa, forse introdotto da Håkon solo in modo temporaneo e per alcune zone, potrebbe essere stato ispirato da quello riorganizzato da Alfredo il Grande in Inghilterra: il fyrd.
Entrambe queste assemblee furono la base effettiva del potere di Håkon il Buono, nonostante la Fagrskinna affermi che il suo dominio si estendesse su tutta la Norvegia. In ogni caso, il peso di Håkon nella legiferazione norvegese fu importantissimo.

### Eidsivating
Originariamente aveva sede a Åker gard, nello Hedmark, ma sotto Olaf II venne trasferito a Eidsvold. L'assemblea riguardava l'intera zona attorno al lago Mjøsa e tutta la Norvegia orientale e interna, fino a includere anche:
- Romerike
- Hadeland
- Østerdalen
- Gudbrandsdalen

### Borgarting
Prendeva il nome da Borg, odierna Sarpsborg, e amministrava il territorio sud-orientale della Norvegia, compreso la zona di Oslo. Contava cinque contee: Vingulmark (Akershus e Østfold), Ranrike (Båhuslen, al confine con la contea svedese Bohuslän), Vestfold, Grenland.

## Svezia
Per lungo tempo il regno di Svezia continuò a essere inteso come l'unione tra Götar (con le province Västergötland e Östergötland) e Svíar. Ognuna delle province aveva una propria legge (landskapslag). Il Gutalagen, contenuto nella Gutasaga, riguardava l'isola di Gotland e la versione più antica risale al 1220. Le leggi provinciali vennero sostituite da quella nazionale solo nel 1350, sotto il regno di Magnus IV, che istituì la Legge generale di Magnus Eriksson.
In Svezia esistevano più thing, ma erano due quelli fondamentali: il Thing di tutti gli Svíar e il Thing di tutti i Götar.
Il Thing di tutti gli Svíar si teneva a Gamla Uppsala alla fine di febbraio o a inizio marzo, in coincidenza con il Dísablót. Nelle fonti è chiamato allra Svía þing Þing allra Svía, Disaþing e Kyndilþing. Riguardava soltanto la regione abitata dagli Svedesi (Sueoni, Svíar) e probabilmente assimilò i thing più antichi di Tiundaland, Attundaland e Fjärdhundraland.
Il Thing di tutti i Götar si teneva a Skara e rimase in vigore per tutto il Medioevo. Amministrava i territori di Dalsland e Västergötland. La Legge antica del Västergötland venne approvata in questa assemblea.
Vi era anche un Lionga thing, l'assemblea che riguardava l'Östergötland (i Götar occidentali). Si teneva a Linköping. Viene menzionato per la prima volta nel 1350 ma certamente è più antico.
Questi codici sono suddivisi in sezioni, chiamati balkar,  rivestono sì grande importanza per la storia del diritto svedese medievale, ma altresì sono fonti essenziali per comprendere la storia, le usanze e anche per conoscere la lingua del periodo. Inoltre forniscono informazioni sulle norme consuetudinarie della Svezia (e della Scandinavia in genere) pre-cristiana: dai divieti imposti a usi pagani persistenti da parte delle autorità ecclesiali e pubbliche si può risalire alla usanze originarie.
I territori che costituivano il regno svedese erano chiamati landskap, mentre le leggi che li regolavano landskapslag.

### Legge di Scania (Skånelagen)

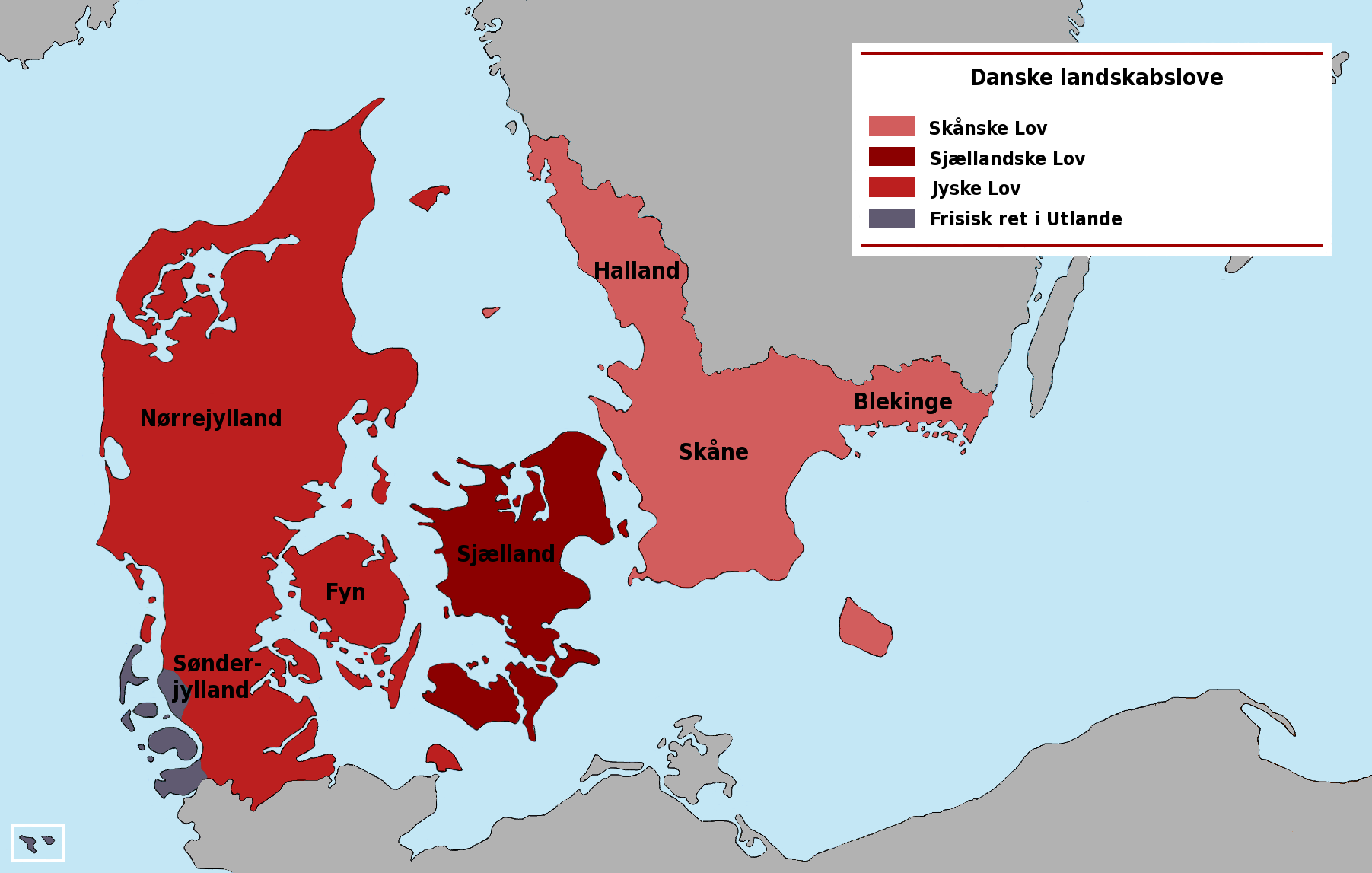
Il regno di Danimarca nel Medioevo. In rosa i territori oggi svedesi sottoposti alla Legge di Scania.

Forse il primo corpo di leggi a essere trascritto in Svezia, la Legge di Scania risalirebbe al 1212-1216 e riguardava le odierne Scania, Halland, Blekinge e Bornholm. Tutti questi territori nel Medioevo appartenevano alla Danimarca (entrano sotto il dominio svedese solo con il Trattato di Roskilde). Gli argomenti in questo corpus di leggi andavano dall'uso delle terre comuni al patrimonio, i diritti di proprietà, all'agricoltura, i diritti di pesca, il matrimonio, l'omicidio, lo stupro, gli atti di vandalismo e il ruolo delle diverse autorità. Al 1300 circa risale il Codex Runicus, una versione dello Skånelagen scritta con caratteri runici e notazioni musicali.

### Legge antica del Västergötland (Äldre Västgötalagen) eÖstgötalagen
Redatta intorno al 1220, riguarda l'odierna provincia del Västergötland ed è attribuibile al lagman Eskil Magnusson, fratellastro di Birger Jarl. Si conserva in due manoscritti: uno è KB B 59, il più vecchio libro scritto in lingua svedese e che oltre a contenere leggi e disposizioni fornisce molte informazioni utili per ricostruire la Svezia medievale.
L'Östgötalagen è la raccolta di leggi dell'Östergötland e appare per la prima volta nel 1350, data a cui risale il manoscritto. Era composto da 10 capitoli (balkar).

### Legge dei Gotlandesi (Gutalag)
Anche questa fu redatta attorno al 1220e venne integrata alla Saga dei Gotlandesi (Guta saga). Ufficialmente fu in uso fino al 1595, ma in pratica continuò a essere usata ben oltre il XVII secolo. Il primo paragrafo della Gutalagen tratta elementi di matrice religioso-cristiana, come l'esposizione dei neonati, il pagamento delle decime, i giorni di festa.
Il capitolo 13 si occupa dell'omicidio colposo (in gutnico antico: af mandrapi): 
| Prefazione in gotlandese antico, cap. 13 | Traduzione in italiano |
| --- | --- |
| fiet ier nu fly nest en so illa cann Bieras mifl fianda rafli et madr hittr mann at drepa. fla scalflya mifl hanum faflir. oc sun. oc broflir. fia en ai iru flair [sti] til. fla flyin mifl hanum nestu nifliar vm fiauratigj netr til flairj kirchiur sum allir menn hafa helg.j takkit fler i farfleim oc i flingsteflj oc atlingabo. flar scal hafa helg oc heli so j prest garfli sum, i kirchiugarfli. | La prossima cosa è che, se il misfatto agisce per intervento del Diavolo tanto che un uomo uccida un altro, suo padre, suo figlio e suo fratello dovranno fuggire con lui. Se nessuno di loro esiste, allora il parente maschio più vicino dovrà rifugiarsi con lui per quaranta giorni in un luogo sacro, cioè Fardhem, Tingstäde o Atlingaboo. Essi saranno al sicuro nel santuario, sia nella terra di proprietà ecclesiastica sia nella chiesa. |

### Legge di Hälsingland (Hälsingelagen)
Era la legge della provincia storica (landskap) di Hälsingland, che nel Medioevo comprendeva Hälsingland, Medelpad, Ångermanland, Västerbotten, Norrbotten e parte della Finlandia orientale (chiamata Stör-Hälsingland). Fu approvata intorno al 1320 e rimase valida fino alla Kristofers landslag del 1442, approvata da Cristoforo di Baviera.

### Legge di Uppland (Upplandslagen)
In vigore dal 1296 al 1350, era la landskaplag dell'Uppland.